# 侍の一日
『侍の一日』（さむらいのいちにち）は、『七人の侍』の前に黒澤明が構想し、制作されなかった時代劇映画の仮題である。

## 経緯とあらすじ
1952年（昭和27年）、映画『生きる』を撮影中だった黒澤は、次回作として徹底したリアリズムを追求した、それまでに無い時代劇として「下級武士の平凡な一日」のストーリーを構想していた。
時代は徳川前期、主人公の侍は家禄百五十石の「使い番」と設定された。朝起きて、顔を洗い髭を剃り月代（さかやき）を剃り、奥女中が髷（まげ）を結い妻が着替えを手伝う。祖先の廟に礼拝し、供を連れて城へ上がる。
城では藩主が決定した命令事項を寺社奉行に伝えたり勘定奉行に伝えたりと、忙しく執務に追われるが、昼に詰め所で同じ家禄の馬廻り組の友人と弁当を広げてほっと息をつき、世間話をするのがお互いの楽しみであった。おかずの品定めをしながら季節の話題から釣りの話、川で鮎を追った幼少の思い出など話に花が咲く。主人公には一男二女、友人は子だくさんで三男二女がおり、お互いの子同士の縁組みを思案したりと平穏で幸せな暮らしが先々まで望めた。
午後になって、参勤交代の資金調達に問題があることが発覚し、主人公は責任者として切腹を余儀なくされる。昼食を共にした友人は介錯を頼まれ、号泣しながらもこれを引き受ける（ここから先のシーンはラストまで台詞が無い）。
友人の男は、関ヶ原と大坂の陣に先祖が使った刀を藩の研ぎ師に診せ、研ぎ師は藁の束を試し斬りした後、男の前で刀を研ぎ始める。じっと見つめる男。一方で藩の普請方からの差配が足軽を12〜3人連れ、主人公の家へ来て庭の掃除を始める。白砂をしき、青畳二畳分を置いて白布で覆い、座敷に対して三方で幔幕を貼ってその後ろに屏風を逆立ちに立て切腹場をしつらえる。家のある通りには両端に高張り提灯を掲げ、番士が7〜8人、人の子一人通さない。城では暮六つの太鼓が鳴ると、藩主は黙って立ち上がり、死んでいく侍のために仏間へ入る。介錯人となった友人が主人公の家に着き、錦袋に入れた刀を持って家の中へ入っていく。刻々と型通りに切腹の儀が進み、礼装の友人が主人公に刀を振り下ろすと、夕闇に映える山桜の垂れた下枝の葉に飛び散った血が数片かかる。明暦元年乙未四月（1655年）のことであった。

## お蔵入り
1952年9月、黒澤と共にこの作品を構想していた脚本家の橋本忍は、武士の日常の詳細を調べるため国立国会図書館支部上野図書館に通い始めたが、3か月ほど調べたにもかかわらず、徳川前期に侍が城で昼食をとる習慣があったという確証を得ることができなかった。橋本は切腹に続く描写のみでラストまで追い込むシナリオに自信があったが、同時にこの話を作品として成り立たせるには絶対に昼食の設定が欠かせないという確信があったため、ノートと箱書きを全て自宅で焼き捨て、東宝へ出かけてプロデューサーに独断で中止を告げた。
『姿三四郎』以来、会社の都合ではなく自らテーマを決めて映画を撮る姿勢を貫いていた黒澤は、『生きる』の次に撮るつもりでいた作品を脚本家が勝手に投げ出したことにひどく憤った。橋本の前で延々と不満を述べる黒澤に、しばらく黙って聞いていた橋本は仕方なく「ところで黒澤さんは1日に何度メシを食べますか」と切り出した。案の定黒澤は「なに!」と強い剣幕で橋本を睨みつけたが、橋本が「日本の歴史は、事件については仔細まで書き尽くされているが、こと生活に関しては、いつから3度食事をするようになったか、いつから風呂に入るようになったかなど、一切記録がない。これでリアリズムの映画を作ろうとしても作りようが無いんです」と説明すると、もう何も言わなかったという。

## その後
この製作中止騒動の後、黒澤は橋本忍に、伝説となっている剣豪達の逸話をオムニバスにするという構想を持ちかける。『剣豪列伝』のようなスタイルの脚本を橋本はわずか15日で書き上げたが、それを読んだ黒澤は、クライマックスの連続では映画は作れないとこれも断念する。しかし、この脚本で描かれた剣豪達のキャラクターは『七人の侍』へと受け継がれ、「盗賊に襲われる村は浪人を飯で雇う」というプロットを元に、名作の誕生へと繋がった。また橋本は、「切腹に至る武士の一日」という構想を『切腹』で完成させている。

## 参考
- 「脚本家・橋本忍が語る黒澤明〜“七人の侍”誕生の軌跡〜」NHK
- 「複眼の映像―私と黒澤明」 橋本忍著 文藝春秋